# Yongfeng, Chongqing
Yongfeng (kinesiska: 永丰) är en köping i sydvästra Kina. Den ligger i Zhong härad i storstadsområdet Chongqing, omkring 150 kilometer nordost om det centrala stadsdistriktet Yuzhong. Antalet invånare är 18 052. Befolkningen består av 9 041 kvinnor och 9 011 män. Barn under 15 år utgör 17,0 %, vuxna 15-64 år 68 %, och äldre över 65 år 13,0 %.